# The Little Willies (álbum)
The Little Willes es el primer álbum de la banda de country The Little Willies, lanzado el 2006.
El disco se compone de 9 canciones tributo, y 4 canciones originales; "It's Not You It's Me", "Easy As The Rain" y "Lou Reed" , de Richard Julian, y "Roll On" , de Lee Alexander.
Las canciones tributo incluyen versiones de Fred Rose, Willie Nelson y Kris Kristofferson.

## Listado de canciones
1. "Roly Poly" (Fred Rose)
2. "I'll Never Get Out Of This World Alive" (Fred Rose, Hank Williams)
3. "Love Me" (Jerry Leiber, Mike Stoller)
4. "It's Not You It's Me" (Richard Julian, Ashley Moore)
5. "Best Of All Possible Worlds" (Kris Kristofferson)
6. "No Place To Fall" (Townes Van Zandt)
7. "Roll On" (Lee Alexander)
8. "I Gotta Get Drunk" (Willie Nelson)
9. "Streets Of Baltimore" (Tompall Glaser, Harland Howard)
10. "Easy As The Rain" (Richard Julian, Jim Campilongo)
11. "Tennessee Stud" (Jimmy Driftwood)
12. "Night Life" (Walter M. Freeland, Paul F. Buskirk, Willie Nelson)
13. "Lou Reed" (Lee Alexander, Richard Julian, Norah Jones)
14. "are you negro (lee Alexander)

- Datos: Q6144795